# Osaka Kintetsu Buffaloes
Die Osaka Kintetsu Buffaloes (jap. 大阪近鉄バファローズ, Ōsaka Kintetsu Bafarōzu) waren ein Nippon Professional Baseball (NPB) Team mit Sitz in Osaka, Japan, das in der Pacific League spielte. Im Jahr 2005 wurde das Team mit den Orix BlueWave fusioniert, um das Team zu bilden, das jetzt als Orix Buffaloes bekannt ist. Das Team spielte im Fujiidera-Stadion und später im Osaka Dome.
Obwohl das Team vier Meisterschaften in der Pacific League gewann, verlor es alle vier Japan Series, an denen es teilnahm.

## Geschichte

Platzierung der Buffaloes in der Pacific League

Das Team wurde 1949 gegründet und nahm 1950 den Spielbetrieb in der neu organisierten NPB auf. Im Besitz der Kinki Nippon Railway Co. (später bekannt als Kintetsu Railway) war das Franchise von 1950 bis 1958 als Kintetsu Pearls, von 1959 bis 1961 als Kintetsu Buffalo, von 1962 bis 1998 als Kintetsu Buffaloes und von 1999 bis 2004 als Osaka Kintetsu Buffaloes bekannt. Im Jahr 1961 verloren die Buffalos 103 Spiele in einem Jahr. Bis 2022 ist dies die einzige Saison in der NPB, in der ein Team mehr als 100 Niederlagen erreichte.
Die Kintetsu Buffaloes waren eine der ersten japanischen Mannschaften, die amerikanische Spieler verpflichteten. Für die Saison 1959 verpflichteten sie den ehemaligen Major League Pitcher Glenn Mickens und den Catcher Ron Bottler. Mickens hatte 1953 für die Brooklyn Dodgers gespielt und Bottler hat in den Vereinigten Staaten eine Karriere als Catcher in der Minor League durchlaufen. Mickens spielte fünf Jahre lang in Japan und erzielte dabei eine Bilanz von 45:53 mit einem ERA von 2,54. Bottler spielte drei Saisons lang für die Buffalo, wechselte nach und nach jedoch vom Catcher zum Starting Pitcher, wo er mehr Erfolg hatte.
Es dauerte 30 Jahre bis das Franchise 1979 seinen ersten Titel in der Pacific League gewann. In der Japan Series unterlag das Team jedoch den Hiroshima Toyo Carp mit 3:4. 1980 schafften es die Buffaloes erneut in die Japan Series, verloren aber erneut gegen Hiroshima mit 3:4.
1988 standen die Buffalos kurz vor dem Einzug in die Japan Series. Für den Einzug in die Japan Series hätten die Buffalos zwei Siege in einem Double Header gegen die Lotte Orions benötigt, erzielten jedoch nur einen Sieg und ein Unentschieden und somit zogen die Seibu Lions in die Japan Series ein.
Im darauffolgenden Jahr erreichten die Buffaloes die Japan Series, nachdem sie einen um 0,001 höheren Gewinnprozentsatz als die zweitplatzierten Orix Braves hatte, verloren jedoch gegen die Yomiuri Giants im ersten umgekehrten Sweep seit den Japan Series 1958.
Der amerikanische Outfielder Ralph Bryant spielte von 1988 bis 1995 für die Buffaloes und wurde dabei zu einem der besten linkshändigen Power-Hitter in der japanischen Baseballgeschichte. Seine beste Saison hatte Bryant 1989, als er mit 49 Homeruns die Buffaloes zu ihrer dritten Meisterschaft in der Pacific League führte. In jenem Jahr wurde er zum MVP der Saison gekürt und stellte außerdem den Karriererekord von Sadaharu Oh ein, der fünfmal drei Homeruns in einem Spiel geschlagen hatte. Bryant hat auch unzählige Strikeouts erzielt und hält die ersten vier Plätze der Strikeout-Rekorde im Nippon Professional Baseball für eine Saison.
Im Jahr 2000 verpflichteten die Buffaloes den mexikanischen Pitcher Narciso Elvira. Er war zwar ein schlechter Pitcher, machte sich aber dadurch einen Namen, dass er als einziger mexikanischer Spieler in der Geschichte der NPB bis 2022 einen No-Hitter warf und nur 4 Walks zuließ. Nach sechs Spielen in der Saison 2001 der Pacific League wurde er von den Buffaloes entlassen und unterschrieb dann bei den Samsung Lions in der KBO League, mit denen er 2002 die Korean Series gewann.
Tuffy Rhodes spielte von 1996 bis 2003 acht Spielzeiten lang für die Buffaloes und schlug in dieser Zeit 288 Homeruns. Truffy hält mit 464 Home Runs den Rekord für die meisten eines im Ausland geborenen Spielers und liegt in Japan insgesamt auf dem 13. Platz. 2001 schlug er seinen 55. Homerun der Saison und zog damit beim Homerun-Rekord von Sadaharu Oh gleich. Für den Rest der Saison ließen die gegnerischen Pitcher Rhodes absichtlich laufen, um zu verhindern, dass er Ohs Rekord brach.
2001 erreichten die Buffaloes erneut die Japan Series, unterlagen jedoch in fünf Spielen den Tokyo Yakult Swallows. Die Buffaloes sind nur eines von zwei Teams, welche es in die Japan Series schafften, diese aber nie gewinnen konnten.
Der bekannteste Spieler des Franchise war Pitcher Keishi Suzuki, der von 1966 bis 1985 für die Buffaloes spielte und eine Bilanz von 317:238, eine ERA von 3,11 und 3.061 Strikeouts erzielten konnte. Im Jahr 2002 wurde er in die japanische Baseball Hall of Fame aufgenommen.

### Verkauf und Fusion
Im Jahr 2004 wurde das Team an die Orix-Gruppe, den Eigentümer des Baseballteams Orix BlueWave, verkauft. Der neue Eigentümer kündigte daraufhin an, dass die finanziell angeschlagenen Buffaloes und BlueWave vor Beginn der NPB-Saison 2005 zu einem Team mit dem Namen Orix Buffaloes zusammengelegt würden. Zu diesem Zeitpunkt war Kintetsu Railway, der Eigentümer der Buffaloes, mit ¥ 1,3 Billionen (heute $ 11,2 Milliarden) verschuldet. Dies veranlasste die Buffaloes-Legende Tuffy Rhodes dazu, bei den Yomiuri Giants zu unterschreiben, da Kintetsu nicht in der Lage war, den von ihm gewünschten Mehrjahresvertrag abzuschließen.
Die geplante Fusion der Teams führte zur größten Krise der traditionellen Zwei-Liga-Struktur in der NPB und löste schließlich den ersten Streik der Baseballspieler in Japan aus. Der Streit wurde offiziell beendet, nachdem die beiden Gruppen am 23. September 2004 eine Einigung erzielt hatten. Im Rahmen der Einigung wurden die Rakuten Golden Eagles neu gegründet (mit einer reduzierten "Eintrittsgebühr"), um die frühere Ligastruktur mit sechs Teams beizubehalten. Zu den weiteren Vereinbarungen gehörte, dass die Ligen Interleague-Spiele einführen, damit die Pacific League durch Spiele gegen die populäreren Teams der Central League bekannter wird. All diese Änderungen fanden vor der Saison 2005 statt.